# Caruthersville
La ville de Caruthersville est le siège du comté de Pemiscot, situé dans l'État du Missouri, aux États-Unis. Sa population s’élevait à 6 168 habitants lors du recensement de 2010, estimée à 5 801 habitants en 2016.